# فهد حمد
فهد حمد يماني لاعب كرة قدم سعودي، في مركز لاعب وسط.
```
بدأت مسيرته الكروية مع 
نادي الشباب السعودي
 ، ثم انتقل إلى 
نادي التعاون السعودي
 على سبيل الإعارة لمدة موسمين، ثم انتقل إلى 
نادي الأهلي السعودي
 و لعب معهم موسمين وبعدها وقع مع 
نادي الفيصلي
 .
[
1
]
```

لعب في أندية الشباب والتعاون والأهلي والفيصلي وأحد و الدرعية والشعلة و الأنصار و جدة و الشعيب.

## روابط خارجية
- فهد حمد على موقع ناشيونال فوتبول تيمز (الإنجليزية)
- فهد حمد على موقع Soccerway.com (الإنجليزية)